# Rotteveel
Rotteveel is een Nederlandse achternaam. De naam wordt beschouwd als een halve verduitsing van de hoogduitse geslachtsnaam Rothenfeer, door een niet ongewone omzetting van de verwante letters r en l. De naam 'Rothenfeer' is een samentrekking van 'Rothenfeder', oorspronkelijk een bijnaam, vermoedelijk gegeven aan een persoon die een rode veer droeg (als sieraad op zijn/haar hoed?) en die bekend was vanwege dit gegeven.
Andere verklaringen voor deze naam zijn:
- Een verbastering van "Die aus Rottweil". De mensen die ooit van uit de Duitse plaats Rottweil naar Nederland gekomen zijn.
- Een verbastering van rattenvanger. Op een oud familiewapen, dat in de 19e eeuw is vervaardigd staan op het wapenschild dan ook drie ratten.

## Personen met de achternaam Rotteveel
- Elske Rotteveel (1991), een Nederlands actrice
- Renz Rotteveel (1989), een Nederlandse schaatser
- Nick Rotteveel (1989), een Nederlandse dj, bekend onder zijn artiestennaam Nicky Romero